# ムイッズ
ムイッズ（المعز لدين الله 、生没年：932年9月26日 - 975年12月19日）は、ファーティマ朝の第4代カリフ（在位：953年 - 975年）。ファーティマ朝の版図をエジプトにまで拡大させた。

## 概略
チュニジアで建国されたファーティマ朝は、ムイッズの時代に西部のベルベル人や地中海のシチリア人などを軍隊に編入し、地中海南岸の全域へと版図を拡大させた。とりわけ部下のジャウハルがエジプトを平定したことは、ファーティマ朝発展の礎となり、ジャウハルの主導で建てられた新都カイロは、ファーティマ朝の新たな政治的中心地となった。ファーティマ朝はイスマーイール派（シーア派の一派）を信仰していたが、エジプトのスンナ派住民に対して抑圧を加えるようなことはせず、各派の融和が図られていた。975年にはメッカ巡礼を行い、イスラーム世界におけるファーティマ朝カリフの地位を知らしめた。